# Rodolfo Augusto de Sequeira
Rodolfo Augusto de Sequeira (Alenquer, Santo Estêvão, 28 de Junho de 1855 - ?), foi um advogado, magistrado, juiz e político português.

## Biografia
Era filho de Joaquim Germano de Sequeira da Fonseca e Sousa, que também foi Deputado e Par do Reino, e de sua primeira mulher Bárbara Elisa de Oliveira e Carmo.
A 22 de Setembro de 1873 alistou-se como voluntário no Regimento de Artilharia N.º 1. Chegou a Alferes Graduado a 27 de Dezembro de 1876 e a Capitão de Cavalaria a 25 de Setembro de 1890. Colocado no Regimento de Cavalaria Imperador Guilherme II a 3 de Abril de 1893, a 31 de Agosto desse ano foi nomeado Ajudante-de-Campo do Governador da Praça de Monsanto.
Foi Deputado independente pelo Círculo Eleitoral de Macau na Legislatura de 1902-1904 e na Legislatura de 1904, de que prestou juramentos a 10 de Março de 1902 e a 24 de Outubro de 1904, respectivamente. Nunca interveio no Parlamento, tendo feito parte da Comissão Parlamentar da Guerra em 1903.